# Tunnel van rue du Peuple
De tunnel van rue du Peuple is een spoortunnel in de gemeente Soumagne. De tunnel heeft een lengte van 221 meter. De dubbelsporige HSL 3 gaat door de tunnel.
De tunnel werd aangelegd volgens het cut & cover-principe om de hogesnelheidslijn maximaal te integreren in het landschap en de hoogteverschillen op de lijn beperkt te houden.